# Années 310
Les années 310 couvrent la période de 310 à 319.

## Événements
- Fin de 309 ou au début de 310 : début de la frappe du Solidus, pièce de 4,53 grammes d'or pur, par Constantin à Trèves[1].
- 309-325 : longue régence en Perse, Shapur II étant arrivé au trône enfant. Trêve avec Rome. Pendant sa minorité, des tribus arabes, venues notamment de Bahreïn, lancent une longue série de raids dévastateurs sur la rive ouest du golfe Persique, en Babylonie et au Khuzistan[2].
- Vers 310 : Wazeba, roi d’Aksoum (Éthiopie)[3].

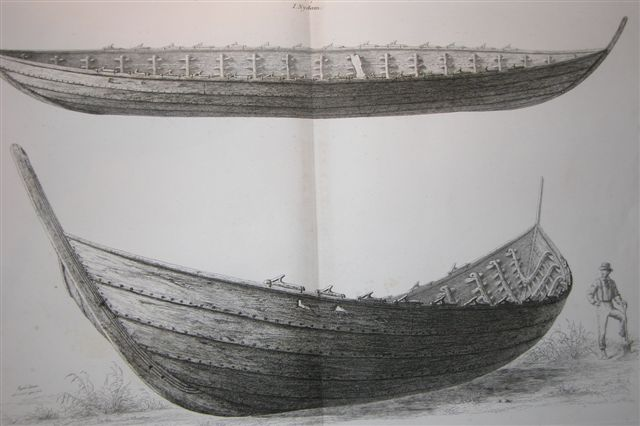
Navire de Nydam

- Vers 310-320 : construction du navire de Nydam (Danemark), qui mesure 27 mètres de long et n’a ni mât ni quille[4].

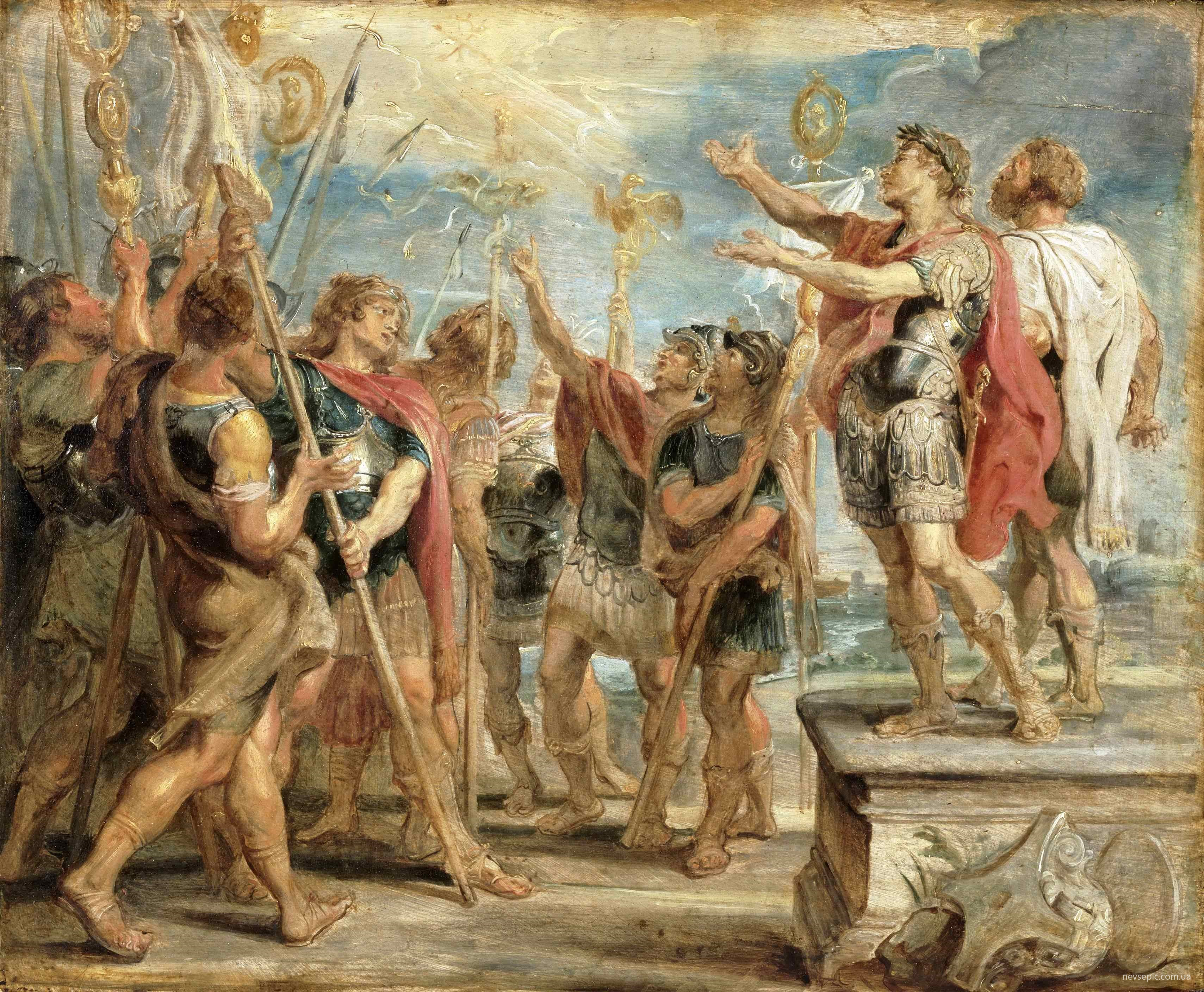
La conversion de Constantin, par Rubens

- 311-312 : cinquième tétrarchie. Quatre Augustes dans l'Empire romain : Licinius à Sirmium, Maximin Daïa à Nicomédie, Maxence à Rome, Constantin en occident (312-337)[5].
- 311 : prise et de destruction de Luoyang en Chine par les Xiongnu[6].
- 311/312 : début du schisme donatiste en Afrique romaine[7].
- 312 : bataille du pont Milvius. Constantin règne sur l’Occident tout entier[5]. Il réside en Gaule à Vienne et à Arles (312-314)[8]. C'est probablement après le séjour de Constantin  à Rome que le palais du Latran devient la résidence du pape[9].

- 313 : Édit de Milan accordant la liberté de culte à toutes les religions dans l'Empire romain[8]. Paix de l'Église.
- 313-314 : les Romains sous Constantin Ier battent les Francs[10]. Une monnaie frappée par l'atelier de Trèves pour célébrer la victoire de Constantin est frappée du nom de Francia pour désigner les pays occupés par les Francs[11].
- 314 : concile d'Arles condamnant le Donatisme[8]. Le christianisme s’impose en Grande-Bretagne. Des évêques bretons participent aux conciles d’Arles (314), de Nicée (325) et d’Ariminum (359)[12].

- 316 : capture de Chang'an par les Xiongnu[6]. Les Jin de l'Ouest s’effondrent et sont remplacés par la dynastie Jin de l'Est en 318. Le nord de la Chine est dominé par les Seize Royaumes (304-439)
- 318 : débuts de la prédication du prêtre libyen Arius à Alexandrie[8]. Premier monastère fondé par Pacôme le Grand (Tabennèse)[13] .

## Personnages significatifs
- Alexandre d'Alexandrie
- Arius
- Domitius Alexander
- Constantin Ier (empereur romain)
- Lactance
- Licinius
- Macaire de Jérusalem
- Maxence
- Maximin II Daïa
- Miltiade (pape)
- Pacôme le Grand
- Shapur II
- Sylvestre Ier